# Vila Maria (distrito de São Paulo)
Vila Maria es un distrito ubicado en la zona nordeste de la ciudad de Sao Paulo, Brasil. Administrativamente pertenece a la subprefectura homónima. 

## Distritos limítrofes
- Vila Medeiros (norte)
- Municipio de Guarulhos y Penha (este)
- Tatuapé y Belém (sur)
- Vila Guilherme (oeste)